# Ichikukai dojo
Ichikukai dojo er en dojo, hvor der trænes åndedrætsøvelser (禊の呼吸法, misogi-no-kokyū-hō, "rensning gennem åndedræt") og zazen (zen-meditation).
Ichikukai dojo bygger på en gammel shintoistisk åndedrætsmetode, som kan spores tilbage til den tidlige Edo periode (1683-1868). Åndedrætsmetoden blev kaldt for Misogi, kombineret med Kotodama og Zen meditation.
Den var i perioder forbudt, fordi myndighederne var bange for den viljeskraft som kunne udvikles gennem metoden.
En af de mest kendte udøvere af metoden var den kendte samurai og sværdkunstner, Tesshu Yamaoka, som også beskæftigede sig med kalligrafi.
Tetsuju Ogura blev elev af Tesshu Yamaoka og dannede senere sin Ichikukai dojo. Dojoen blev også kaldt for "Selskabet af den 19.", fordi det var den dag i måneden hvorpå Tesshu Yamaoka døde. I 1937 blev K. Tohei, elev i denne dojo.